# You’ve Lost That Lovin’ Feelin’
You’ve Lost That Lovin’ Feelin’ ist ein Popsong aus dem Jahr 1964. Die  Ballade wurde in der Originalfassung von den Righteous Brothers zu einem der bisher meistgespielten Songs.

## Entstehungsgeschichte
Barry Mann und dessen Frau Cynthia Weil schrieben den Song nach dem Vorbild von Baby I Need Your Lovin’ der Four Tops in einem Hotel, wo sie ihn auf einem Klavier strukturierten. Als sie ihn dem Musikproduzenten Phil Spector, Chef des Labels Philles Records, vorspielten, war der sofort begeistert und veränderte mit ihnen gemeinsam die Bridge.
Nachdem die drei das Werk fertiggestellt hatten, wurde es den Righteous Brothers angeboten. Das Stück wurde von August bis November 1964 im Studio A der Gold Star Studios in Los Angeles aufgenommen. Im Hintergrund wurde ein Mädchenchor eingesetzt, zu dem auch die junge Cher gehörte. Zu den Sessionmusikern wurde Saxophonist Jim Horn berufen, der häufig für Spector gearbeitet hatte.

## Produktion
Das Stück ist von Arrangement und Klangtechnik eines der charakteristischsten Beispiele der „Wall of Sound“, wie die typische Produktionsweise von Phil Spector genannt wird. Dazu gehörte die orchestrale, nahezu symphonische Inszenierung mit Geigen und Bläsersektionen. Die von Gene Page arrangierte Einspielung mit Mitgliedern von The Wrecking Crew, darunter Glen Campbell (Rhythmusgitarre), Don Randi (Piano), Barney Kessel (sechssaitiger Bass), Carol Kaye (Fender-Bass), Ray Pohlman (Kontrabass) und Earl Palmer (Schlagzeug), erforderte insgesamt 38 Takes. Alleine der Einsatz von drei Bassinstrumenten zeigt, welch monumentaler Sound Spector vorschwebte.
Cynthia Weil war allerdings der Meinung, dass der Song „zu langsam und zu lang“ sei, um als Hit gegen die British Invasion zu bestehen. Es wurde ein anderes Ende angefügt, das das Lied noch dramatischer erscheinen ließ. Nach dem letzten Abmischen wurde die Ballade mit der Katalog-Nr. Philles 124 am 5. Dezember 1964 veröffentlicht. Bereits am 12. Dezember 1964 kam sie in die US-Charts, wo sie am 6. Februar 1965 den ersten Platz erreichte. Das gelang dem Stück auch in Großbritannien; es wurde weltweit über acht Millionen Mal im Radio gespielt, widerlegte damit die anfänglichen Befürchtungen seiner Macher und brachte es zum Millionenseller-Status. Im Dezember 1999 veröffentlichte die BMI die „Top 100 Songs of the Century“, eine Liste der meistgespielten Songs in Radio und Fernsehen, die von You’ve Lost That Lovin’ Feelin’ angeführt wurde.

## Rezeption
You’ve Lost That Lovin’ Feelin’ gehört zu den wenigen Nummer-eins-Hits, die gleich dreimal durch verschiedene Interpreten in die Top-20-Charts kamen. Auch erfolgreich waren mit dem Stück Cilla Black (Platz 2 in Großbritannien im Januar 1965), Dionne Warwick (Platz 16 in den USA im September 1969) und Daryl Hall & John Oates (Platz 12 im September 1980). Der Broadcast Music Incorporated (BMI) zufolge sind insgesamt 23 Coverversionen registriert. Außerdem veröffentlichte die britische New Wave/Synthiepop-Band The Human League auf ihrem Debütalbum Reproduction im Jahr 1979 eine Coverversion.
Das Lied Baby Love Child von Pizzicato Five verwendet ein Sample aus dem Lied.

## Kommerzieller Erfolg

### Chartplatzierungen
| ChartsChartplatzierungen       | Höchstplatzierung | Wochen |
| ------------------------------ | ----------------- | ------ |
| Deutschland (GfK)              | 21 (6 Wo.)        | 6      |
| Vereinigte Staaten (Billboard) | 1 (16 Wo.)        | 16     |
| Vereinigtes Königreich (OCC)   | 1 (17 Wo.)        | 17     |

| ChartsJahrescharts (1965)      | Platzierung |
| ------------------------------ | ----------- |
| Vereinigte Staaten (Billboard) | 5           |

### Auszeichnungen für Musikverkäufe
| Land/Region                  | Auszeichnungen für Musikverkäufe (Land/Region, Auszeichnung, Verkäufe) | Verkäufe |
| ---------------------------- | ---------------------------------------------------------------------- | -------- |
| Vereinigtes Königreich (BPI) | Gold                                                                   | 400.000  |
| Insgesamt                    | 1× Gold ·                                                              | 400.000  |